# Вуврі
Вуврі (фр. Vouvry) — громада  в Швейцарії в кантоні Вале, округ Монте.

## Географія
Громада розташована на відстані близько 80 км на південний захід від Берна, 39 км на захід від Сьйона.
Вуврі має площу 33,5 км², з яких на 5,9% дозволяється будівництво (житлове та будівництво доріг), 36,2% використовуються в сільськогосподарських цілях, 38,4% зайнято лісами, 19,5% не є продуктивними (річки, льодовики або гори).

## Демографія
2019 року в громаді мешкало 4257 осіб (+18,3% порівняно з 2010 роком), іноземців було 27,7%. Густота населення становила 127 осіб/км².
За віковим діапазоном населення розподілялося таким чином: 23,6% — особи молодші 20 років, 59,9% — особи у віці 20—64 років, 16,5% — особи у віці 65 років та старші. Було 1747 помешкань (у середньому 2,4 особи в помешканні).
Із загальної кількості 1619 працюючих 57 було зайнятих в первинному секторі, 803 — в обробній промисловості, 759 — в галузі послуг.